# Kuka (wieś)
Kuka (ros. Кука) – wieś w Rosji, w Kraju Zabajkalskim, w rejonie czytyńskim. W 2010 liczyła 283 mieszkańców.